# Українські політичні організації в Імперії Габсбургів
Українські політичні організації в Імперії Габсбургів — політичні партії і громадсько-політичні об’єднання українців в Австрійській, Австро-Угорській імперіях.

## Політичні партії
- Русько-українська радикальна партія (заснована в 1890 році)
- Русько-український християнський союз (1896)
- Українська національно-демократична партія (1899)
- Українська соціал-демократична партія (1899)
- Руська народна партія (1900)
- Християнсько-суспільна партія (1911)

## Громадсько-політичні та політичні об'єднання
- Головна Руська Рада (1848)
- Руська Рада (1870)
- Народна рада (1885)
- Головна Українська Рада (1914)
- Союз визволення України (1914)
- Загальна Українська Рада (1915)

## Культурно-просвітницькі об'єднання
- Руська трійця (1833)